# 區大為
區大為 （1947年—），字叔端，別署步蓮書屋、一嘯軒、朱墨兩近之齋，生於廣州，祖籍廣東雲浮。曾隨吳子復學習書法及篆刻。
曾任於香港浸會學院校外進修部書法課程導師，香港大一藝術設計學院書法篆刻課程導師，香港中文大學藝術系兼任講師，香港大學專業進修學院書法篆刻教師，香港城市大學中國文化中心客席藝術家。
現為香港藝術發展局審批員（視覺藝術1999年至2003年）、香港美術家協會理事、香港美術定協會書法委員會副主席、香港康文處博物館專家顧問（2010）。

## 書畫篆刻展
- 1981年、1983年、 1985年、1987年、 1989年、 1992年、 1994年、 1998年 及 2001年入選為當代香港藝術雙年展。由1985年至今其書晝篆刻作品多次展出於中國、美國、英國、日本、韓國及香港各地的藝術展覽。
- 1995年西冷印社全國第三屆篆刻作品評展，全國第六屆書法篆刻展覽（書法）。
- 1997年全國第四屆篆刻藝術展、作品入編中國現代美術全集 《篆刻》。
- 1999年 《朱墨留香》 - 香港書法篆刻藝術 （香港大學、香港藝術館）、第三屆全國楹聯書法大展 （浙江）。2000年《當代香港藝術2000》展覽於香港藝術館、《新千禧當代篆刻邀請展》於西安。
- 2001年《第三屆現代中國篆刻家小品展》於日本、香港大學專業進修學院中國美術導師作品展：《濡翰雅集》國際文字刻展於韓國。
- 2002年《當代篆刻百家展》於中國篆刻藝術館。

## 奖项
- 香港城市大學主辦獎項：
  - 1989年：市政局藝術獎 （書法項目）
  - 1998年：市政局藝術獎（篆刻項目）
  - 1998年：視覺藝術發展獎助（香港藝術發展局）

## 作品集
- 《區大為印譜》
- 《區大為的書、畫、印》
- 《區大為印譜》- 一刻難忘《區大為書法山水集》
- 《區大為印譜》- 頑石點頭
- 《區大為印譜》- 石也能言
- 《區大為作品集》- 硯邊春雨
- 《區大為作品集》- 朱墨兩近

作品收藏於香港藝術館、香港文化博物館、中國篆刻藝術館及日本篆刻美術館。